# フレッシュボイス
フレッシュボイス（欧字名:Fresh Voice、1983年5月9日 - 2007年6月12日）は、日本の競走馬、種牡馬。
1987年の安田記念（GI）優勝馬である。その他重賞4勝を挙げた。

## デビューまで

### 誕生までの経緯

#### 小笠原牧場
小笠原牧場は、北海道静内町にある競走馬生産牧場である。三代目・小笠原初雄のもと、1955年の皐月賞並びに東京優駿（日本ダービー）で2着となったカミサカエ（父:シマタカ）などの生産で有名だった。1960年代に初雄は、まだ40代であり、7人の子を養いながら、牧場経営をしていた。
1962年11月には、兄弟で一番上の長女が、静内町役場の佐々木義美と結婚し、とりあえず一人巣立っていたが、初雄の跡継ぎ、四代目となる予定の長男はまだ14歳で、まだまだ初雄には6人の子を養う必要があった。しかしその3か月後に、初雄が突然他界し、牧場は存続の危機に陥っていた。そんな時、長女の夫である佐々木義美が立ち上がり、婿入りして名を小笠原義美に改めたうえに、公務員を辞めて、妻の弟妹を養うために牧場経営を継承、四代目となっていた。この代替わりの頃は、競馬ブームが到来し、馬産地の多くもその恩恵に預かったが、小笠原牧場は例外で経営的に苦しい段階だった。代替わりの際に、健全な運営のために牧場が永く育んできた牝系、デヴォーニア（セフトニヤ）系を持つ繁殖牝馬を多数売却し、規模縮小に取り組んだところ、売却先で生産された仔が活躍馬に化けてしまうなどの不運にも見舞われていた。

#### セフトニヤ
牧場が長年育んだ牝系デヴォーニア系は、1930年に社台牧場が輸入したデヴォーニアから連なるものであり、特に小笠原牧場では、デヴォーニアの孫であるセフトニヤが看板の繁殖牝馬となっていた。セフトニヤは、前出のカミサカエを始め、1971年京阪杯を勝利したタイセフトなどを産んでおり、また他牧場に渡ったセフトニヤの孫には、1965年優駿牝馬を勝利したベロナなどが活躍していた。
代替わりの際の整理を免れた牝馬に、牧場のセフトニヤ系統の生き残りがいた。セフトニヤの孫にあたるのが、1973年に小笠原牧場で生産されたシャトーハードという牝馬だった。セフトニヤから数えて三代目、タカマガハラ、ダイハードという種牡馬の血が注入されて継承されていた。そのシャトーハードは、競走馬としてデビューすることなく、小笠原牧場で繁殖牝馬となっていた。
1977年から初仔を産み、1982年までの6年間では一度の不受胎、5頭の仔を産んでいる。5頭の中で競走馬として実績があるのは、初仔のヤマサンカモメ（父:アステック）の3勝、3番仔のヤマサンバード（父:フロリバンダ）の1勝くらいであった。シャトーハードと、ここまで得られた5頭は、おしなべて気性が荒かった。そこで1982年、義美はその気性を中和させるような相手「少しは落ち着いた仔」を狙って、フィリップオブスペインを選択していた。
ハイペリオン系のフィリップオブスペインは、イギリスで競走馬として走り9戦1勝。5ハロンの1971年ニューステークスを7馬身差で制したほか、6ハロンの同年ミドルパークステークス、ジムクラックステークスでも2着となるなど、短距離で活躍。1973年からイギリスで種牡馬となり、1975年に日本の北海道静内町の武牧場が輸入し、種牡馬として供用していた。得られる産駒は、父譲りで短距離を得意とする傾向が強かった。1983年5月9日、北海道静内町の小笠原牧場にて、シャトーハードの6番仔である鹿毛の牡馬（後のフレッシュボイス）が誕生する。

### 幼駒時代
6番仔は、細身だったが、胴の長い馬だったという。2歳10月まで小笠原牧場で育成が施された。6番仔は、ヤマサン株式会社代表取締役社長の円城和男の所有となる。円城は、6番仔の母シャトーハードの馬主になる予定だった人物だった。シャトーハードを競走馬の時だけ所有する権利を保有し、引退後には牧場に返すという契約を結んでいた。シャトーハードは、育成段階でスピード能力を発揮しており、デビューしたら出世が期待されていた。しかし調教中の事故によってやむなく引退となり、円城から所有する権利が逃げていた。しかし円城は「無事だったら相当走った馬だ」という未練があり、その仔の所有を申し出て、この6番仔と巡り合っていた。円城が6番仔と初めて対面した時は「男のわりに品のある馬」という印象を持ち、また体が小さくておとなしく、牝馬のような外見であると感じ取っていた。
他の馬を目当てに牧場を訪れた栗東トレーニングセンター所属の境直行調教師に偶然見出されて、競走馬デビューが決定する。6番仔は円城から「フレッシュボイス」という競走馬名が与えられ、境厩舎に入厩した。

## 競走馬時代

### 3-4歳（1985-86年）
3歳となった1985年10月6日、福島競馬場の新馬戦（芝1000メートル）に古小路重男が騎乗しデビュー、11頭立て7番人気という評価だった。不良馬場の中を逃げに出て、後続の追い上げを許さなかった。逃げ切り勝利を果たして初出走初勝利を挙げた。続いて中1週で10月20日、同じく福島のきんもくせい特別（400万円以下、芝1700メートル）を6番人気で出走。境の指示で逃げから一転、後方からの追い込みを決めて連勝を果たした。そして11月17日、再び福島の福島3歳ステークス（OP）に臨み3着、福島で3戦2勝を挙げて3歳を終えた。
年をまたいで1986年、4歳は1月12日のシンザン記念（GIII）で始動する。中央場所初参戦及び重賞初参戦は2番人気、出走9頭中2頭が重賞優勝馬という面子だった。境は古小路に対し、終いを重視するように指示していた。古小路はその通り9頭立て8番手を確保し、平均ペースを追走した。逃げ馬が垂れて後方待機の馬が台頭する展開となる中、フレッシュボイスも末脚を生かして進出した。初めは、最後方待機から追い込む1番人気ファイブホマレに後れを取ったが、並びかけて横並びとし、2頭が先頭を争う叩き合いとなった。叩き合いは決勝線通過まで続いたが、こちらがクビ差だけ先に到達、重賞初勝利を果たしている。古小路はタマトップで制した1982年金杯（西）以来の重賞勝利、境は開業3年目で重賞初勝利だった。
続いて3月2日の毎日杯（GIII）に参戦する。これまで古小路が騎乗していたが、障害競走騎乗中に落馬負傷、そのため田原成貴に乗り替わった。以後、田原の騎乗は引退直前まで続くことになるが、反対に古小路の騎乗は、シンザン記念が最後となった。出走15頭では唯一の重賞優勝馬であり、ただ1頭収得賞金が抜きん出ていた。そのため、他よりも1キログラム重い56キログラムでの参戦となる。そんな中1番人気は、きさらぎ賞2着から臨むタケノコマヨシに譲り、2番人気となる。季節外れの雪が降りしきる中での参戦だった。
スタートからハイペース、縦長の馬群が形成される展開で最後方に待機し、第3コーナーから進出した。直線では外から末脚を発揮して、先に抜け出そうとしていたタケノコマヨシなど先行勢をまとめて差し切っていた。先頭となってからは突き放し、後方に3馬身半差をつけて決勝線を通過、重賞連勝を成し遂げた。1着入線時にされた「雪は止んだ　フレッシュボイス1着」という実況も話題になった。この勝利により「東上」、すなわち関西馬の春のクラシック参戦、そして優勝が現実味を帯びるようになる。特に関西のファンからは、母父ダイハードで強烈な末脚を発揮した1977年の優勝馬、そして「東上」して皐月賞も制したハードバージを想起させるほどだった。
4月13日、迎えたクラシック第一弾の皐月賞（GI）では、4番人気に支持される。ダイシンフブキを始め、ダイナガリバー、アサヒエンペラー、ダイナコスモスなど20頭との対決だった。ダイシンフブキは、優駿賞最優秀3歳牡馬かつ無敗だったが、距離不安などからミホシンザンやシンボリルドルフの時のような支持は集められず、オッズは混戦となっていた。前哨戦のスプリングステークスにて、関西馬が関東の二線級に敗れていたことから、関東優勢関西劣勢の傾向になっており、フレッシュボイスはその劣勢の関西馬の筆頭という評価になっていた。
ハイペースとなる中、同じように後方を追走、ほかの有力馬はいずれも前方に位置していた。最終コーナーでは、一足早く抜け出したダイシンフブキを、背後からダイナコスモスとダイナガリバーが、そして後れてフレッシュボイスも追いかけていたが、まもなくダイシンフブキが失速する。代わってダイナコスモスが単独先頭の独走となり、フレッシュボイスはその背後から末脚を発揮していた。ただ1頭だけ詰め寄り、ダイナコスモスの先頭を脅かした存在になったが、並びかけるだけに留まった。クビ差だけ及ばず2着、皐月賞優勝は成らなかった。
5着以内となったことで第二弾・東京優駿（日本ダービー）の優先出走権を獲得し上位が期待された。しかしこの直後、調教後の砂浴び中に、近くにあった塀の外側をごみの収集車が通過した際、ごみ箱が落下した音に驚いて飛び起きてしまった。そのはずみで膝の裏が血で染まる怪我を負ったため、東京優駿を回避することとなった。
この後は、半年近い長期離脱となったが、この間の6月に田原は落馬し左腎臓を喪うほどの怪我を負い、騎手生命存続の危機に陥っていた。それでも邁進して9月に復帰。フレッシュボイスの復帰にも間に合い、コンビは継続となった。フレッシュボイスの始動は、9月28日の神戸新聞杯（GIII）であり、キャリアで初めて1番人気に推された。同じように後方待機から追い上げたが、タケノコマヨシなど3頭をかわせず4着だった。続いて11月9日の菊花賞（GI）に臨んでいる。フィリップオブスペイン産駒の短距離が得意な傾向にあり、フレッシュボイスもその傾向に則っていると周囲から思われていた。しかし境は、そう考えておらず、神戸新聞杯の敗因も体調であると考えており、「反発」での3000メートル参戦だった。7番人気に支持され、後方から追い込んだがメジロデュレンなどには届かず6着。そして12月21日には有馬記念（GI）に臨んだが、世代の東京優駿優勝馬ダイナガリバーなどには及ばず5着だった。

### 5歳（1987年）
1月25日、日経新春杯（GII）で始動する。7頭立ての1番人気で、雪が舞う中の重馬場だった。例によって最後方を追走、第3コーナーで怖がり、自力で進出しなかったが、田原がステッキを入れて気合を注入して進出した。直線で末脚を発揮して、先行勢を吸収。逃げ粘るスズタカヒーローまですべてを差し切り、先頭で決勝線を通過した。1馬身差をつけて重賞3勝目だった。田原は、これが復帰後初めての重賞優勝だった。続いて3月15日、さらに距離を延長して阪神大賞典（GII）で3000メートルに挑み、単枠指定と1番人気で後押しされたが、追い込み半ばで失速。スダホークやマルブツファースト、スズタカヒーローに突き放された4着敗退、フィリップオブスペイン産駒の短距離が得意な傾向には抗うことができなかった。
この敗退により、続く3200メートルの天皇賞（春）は断念し、次なる目標はマイルのGI競走である安田記念となる。安田記念を選択したのは、産駒の傾向に適合した短距離であることに加え、大目標を秋の天皇賞（秋）としていたためでもあった。その大目標が行われる東京競馬場は、これまで出走したことがなく、大目標を前に経験させるための安田記念参戦だった。なお見送った天皇賞（春）は、柴田政人が導いたミホシンザンが勝利し、田原とニシノライデンが2位入線を果たしていた。このときニシノライデンは、最後の直線で斜行しており失格処分。併せて田原は、騎乗停止処分となっている。このため田原は、フレッシュボイスの安田記念に騎乗できなくなっていた。そこで代わりに柴田が代打を務めることとなった。

5月17日の安田記念（GI）は、小雨が降りしきる重馬場での開催だった。ニッポーテイオーとスズパレードの2頭が単枠指定の対象となっており、1番人気2番人気を占めていた。特に同期のニッポーテイオーは、前年のマイルチャンピオンシップで不利がありながら僅差の2着、フレッシュボイスよりも一足早く短距離路線に専念して2着を外したことがない安定感があった。マイルのエキスパートが大本命に据えられている一方で、急造でマイルに挑むフレッシュボイスは3番人気、単勝オッズ11.9倍に留まっていた
スタートからアイランドゴッテスが逃げ、ニッポーテイオーが2番手を確保する一方で、最後方を追走して終い勝負に賭けていた。最終コーナーに差し掛かると、ニッポーテイオーが馬場の中央から正攻法で抜け出していたが、フレッシュボイスは依然として最後方だった。ただ刻まれたペースがハイペースだった。先行するニッポーテイオーに苦しく、後方待機のフレッシュボイスに有利な展開となる状況で、フレッシュボイスは長い直線を使い、大外から追い上げを開始していた。
直線半ばを過ぎてからのニッポーテイオーはしぶとく、背後から追い込むコンサートマスターやサクラサニーオー、ダイナアクトレスなどを退けて先頭を守り続けていた。ところがフレッシュボイスは、脚色の異なる末脚を使って、ただ1頭ニッポーテイオーに接近する。そしてゴール手前で並ぶ間もなく差し切り、先頭で決勝線通過を果たした。ニッポーテイオーを打ち負かし、1馬身4分の1差をつけて安田記念を優勝。GI初勝利、境も開業5年目でのGI初勝利だった。この勝利は、確かにニッポーテイオーを下しているが、展開が向いたり、馬場が重かったりして、様々な要素がフレッシュボイスに有利に働いたと考えられた。そのためこの勝利がすなわち、ニッポーテイオーの地位を揺るがしたとは言えなかった。柴田も「この道悪でニッポーテイオーの脚がにぶった〔ママ〕のかも。」と述べている。
この後は宝塚記念（GI）、夏休みを挟んで、田原が舞い戻った秋はオールカマー（GIII）、目標の天皇賞（秋）（GI）に出走。いつものように追い込んだが6着、4着、6着で振るわなかった。天皇賞（秋）の後は、管骨の剥離骨折をきたして、長期離脱となった。この年のJRA賞では、最優秀スプリンターで票こそ得ているが1票に留まり、ニッポーテイオーに譲っている。

### 6-8歳（1988-90年）
6歳となった1988年、4月3日のサンケイ大阪杯（GII）で復帰した。マックスビューティやゴールドシチー、メジロデュレンというGI優勝馬と相対して7番人気という評価だった。おまけに田原はマックスビューティに奪われ、新たにデビュー2年目の若手・武豊が騎乗していた。同じように最後方待機から、大外に展開して追い上げていた。直線では、前方内側でランドヒリュウやトウショウレオ、ゴールドシチーなどが競り合っていたが、それをまとめて差し切りを果たした。半馬身差をつけて優勝、重賞5勝目を挙げた。この後は、連覇を狙って安田記念に臨んだが、ニッポーテイオーに敗れる5着。宝塚記念は、タマモクロスに敗れ、再び5着だった。夏休みを挟んで秋は、毎日王冠（GII）、スワンステークス、マイルチャンピオンシップ、有馬記念に臨んだが、オグリキャップやサッカーボーイなど新勢力には敵わず、すべて敗れた。
7歳となった翌1989年は、宝塚記念で始動する。ヤエノムテキやイナリワン、サクラチヨノオーなど年下相手に10番人気という評価で、若手の松永幹夫が騎乗していた。同じように後方待機だったが、久々に追い込みが通用する。直線では、先に抜け出したイナリワンとの一騎打ちにまでに発展した。イナリワンは武が騎乗しており、終いは関西の若手騎手による競演となっていた。末脚を効かせたフレッシュボイスは、押し切るイナリワンを追い詰めたが、クビ差だけ届かず2着となった。
この後、夏を挟んで、天皇賞（秋）、ジャパンカップ、有馬記念に出走して、いずれも下位で敗退し、競走馬を引退した。年をまたいで8歳、1990年1月15日の京都競馬場にて引退式が挙行された。安田記念の優勝ゼッケン「1」を纏い、長くコンビを組んだ田原が騎乗してキャンターがお披露目された。

## 種牡馬時代
競走馬引退後は、種牡馬となる。シンジケートを組むことはできず、円城自らが所有する形で日高軽種馬農業協同組合静内種馬場に繋養された。集まった繁殖牝馬は、初年度から一桁に留まり、その後も横ばいだった。1997年には種牡馬登録を抹消、2001年9月16日付で用途変更となった。種牡馬引退後は、北海道門別町の名馬のふるさとステーションで乗馬として繋養された。2003年末には施設閉鎖に伴い、乗馬を引退。その後は日高町の日高シルバーホースファームにて、引退名馬繋養展示事業の助成を受けながら余生を過ごした。2007年6月12日、心不全のために24歳で死亡した。

## エピソード
現役時、「直線一気の追い込みしかできない」「気性が激しい」と評されたが、マイルから長距離まで様々な距離の重賞競走に出走して「怒涛の末脚」「直線一気の豪脚」「切れ者」「ターフの刺客」と呼ばれた直線一気かつ大外一気の豪快な追い込みでレースを派手に演出する個性派として高い女性人気を博し、引退式にも時に「やめないでー！」という女性の声が響いたというエピソードがある。

## 競走成績
以下の内容は、netkeiba.com並びにJBISサーチの情報に基づく。
| 競走日     | 競馬場 | 競走名           | 格   | 距離 （馬場） | 頭 数 | 枠 番 | 馬 番 | オッズ （人気） | 着順 | タイム | 着差 | 騎手       | 斤量 [kg] | 1着馬 （2着馬）    | 馬体重 [kg] |
| ---------- | ------ | ---------------- | ---- | ------------- | ----- | ----- | ----- | --------------- | ---- | ------ | ---- | ---------- | --------- | ------------------ | ----------- |
| 1985.10.06 | 福島   | 3歳新馬          |      | 芝1000m（不） | 11    | 1     | 1     | 24.40（7人）    | 01着 | 1:00.8 |      | 古小路重男 | 53        | (セノエタイヨー)   |             |
| 0000.10.20 | 福島   | きんもくせい特別 | 4下  | 芝1700m（良） | 8     | 8     | 8     | 20.60（6人）    | 01着 | 1:45.3 |      | 古小路重男 | 53        | (ミールクィーン)   |             |
| 0000.11.17 | 福島   | 福島3歳S         | OP   | 芝1000m（良） | 8     | 2     | 2     | 13.40（5人）    | 03着 | 0:59.3 |      | 古小路重男 | 54        | ジューンブライド   |             |
| 1986.01.12 | 京都   | シンザン記念     | GIII | 芝1600m（良） | 9     | 6     | 6     | 05.70（2人）    | 01着 | 1:37.3 | -0.1 | 古小路重男 | 55        | (ファイブホマレ)   | 446         |
| 0000.03.02 | 阪神   | 毎日杯           | GIII | 芝2000m（良） | 15    | 2     | 3     | 05.70（2人）    | 01着 | 2:02.9 | -0.6 | 田原成貴   | 56        | (タケノコマヨシ)   | 452         |
| 0000.04.13 | 中山   | 皐月賞           | GI   | 芝2000m（良） | 21    | 6     | 13    | 05.90（4人）    | 02着 | 2:02.2 | -0.1 | 田原成貴   | 57        | ダイナコスモス     | 450         |
| 0000.09.28 | 阪神   | 神戸新聞杯       | GIII | 芝2000m（良） | 14    | 5     | 8     | 02.80（1人）    | 04着 | 2:00.4 | -0.3 | 田原成貴   | 56        | タケノコマヨシ     | 458         |
| 0000.11.09 | 京都   | 菊花賞           | GI   | 芝3000m（良） | 21    | 6     | 15    | 11.80（7人）    | 06着 | 3:10.1 | -0.9 | 田原成貴   | 57        | メジロデュレン     | 462         |
| 0000.12.21 | 中山   | 有馬記念         | GI   | 芝2500m（稍） | 12    | 6     | 8     | 16.50（8人）    | 05着 | 2:34.4 | -0.4 | 田原成貴   | 55        | ダイナガリバー     | 462         |
| 1987.01.25 | 京都   | 日経新春杯       | GII  | 芝2200m（重） | 7     | 5     | 5     | 02.10（1人）    | 01着 | 2:16.1 | -0.2 | 田原成貴   | 56        | (スズタカヒーロー) | 460         |
| 0000.03.15 | 阪神   | 阪神大賞典       | GII  | 芝3000m（重） | 9     | 2     | 2     | 02.10（1人）    | 04着 | 3:11.4 | -1.1 | 田原成貴   | 57        | スダホーク         | 454         |
| 0000.05.17 | 東京   | 安田記念         | GI   | 芝1600m（重） | 19    | 1     | 1     | 11.90（3人）    | 01着 | 1:35.7 | -0.2 | 柴田政人   | 57        | (ニッポーテイオー) | 444         |
| 0000.06.14 | 阪神   | 宝塚記念         | GI   | 芝2200m（良） | 13    | 8     | 12    | 07.30（5人）    | 06着 | 2:13.6 | -1.3 | 柴田政人   | 56        | スズパレード       | 440         |
| 0000.09.20 | 中山   | オールカマー     | GIII | 芝2200m（良） | 14    | 6     | 9     | 02.40（1人）    | 04着 | 2:15.0 | -0.5 | 田原成貴   | 57        | ダイナフェアリー   | 454         |
| 0000.11.01 | 東京   | 天皇賞（秋）     | GI   | 芝2000m（重） | 14    | 5     | 7     | 05.00（3人）    | 06着 | 2:01.0 | -1.3 | 田原成貴   | 58        | ニッポーテイオー   | 466         |
| 1988.04.03 | 阪神   | サンケイ大阪杯   | GII  | 芝2000m（良） | 12    | 6     | 8     | 11.00（7人）    | 01着 | 2:01.7 | -0.1 | 武豊       | 59        | (ランドヒリュウ)   | 472         |
| 0000.05.15 | 東京   | 安田記念         | GI   | 芝1600m（良） | 12    | 8     | 12    | 07.60（3人）    | 05着 | 1:34.7 | -0.5 | 柴田政人   | 57        | ニッポーテイオー   | 470         |
| 0000.06.12 | 阪神   | 宝塚記念         | GI   | 芝2200m（稍） | 13    | 7     | 11    | 07.40（3人）    | 05着 | 2:14.0 | -0.8 | 武豊       | 57        | タマモクロス       | 462         |
| 0000.10.09 | 東京   | 毎日王冠         | GII  | 芝1800m（稍） | 11    | 2     | 2     | 14.80（7人）    | 06着 | 1:50.2 | -1.0 | 田原成貴   | 59        | オグリキャップ     | 466         |
| 0000.10.30 | 京都   | スワンS          | GII  | 芝1400m（良） | 16    | 1     | 1     | 07.00（3人）    | 03着 | 1:23.9 | -0.9 | 松永幹夫   | 59        | シンウインド       | 470         |
| 0000.11.20 | 京都   | マイルCS         | GI   | 芝1600m（良） | 17    | 1     | 1     | 06.70（3人）    | 11着 | 1:37.3 | -2.0 | 田原成貴   | 57        | サッカーボーイ     | 470         |
| 0000.12.25 | 中山   | 有馬記念         | GI   | 芝2500m（良） | 13    | 8     | 13    | 47.9（11人）    | 06着 | 2:34.6 | -0.7 | 田原成貴   | 56        | オグリキャップ     | 470         |
| 1989.06.11 | 阪神   | 宝塚記念         | GI   | 芝2200m（良） | 16    | 3     | 5     | 25.7（10人）    | 02着 | 2:14.1 | -0.1 | 松永幹夫   | 56        | イナリワン         | 456         |
| 0000.10.29 | 東京   | 天皇賞（秋）     | GI   | 芝2000m（良） | 14    | 7     | 12    | 55.4（12人）    | 11着 | 2:00.5 | -1.4 | 田原成貴   | 58        | スーパークリーク   | 470         |
| 0000.11.26 | 東京   | ジャパンC        | GI   | 芝2400m（良） | 15    | 6     | 10    | 62.8（14人）    | 09着 | 2:23.5 | -1.3 | 的場均     | 57        | ホーリックス       | 464         |
| 0000.12.24 | 中山   | 有馬記念         | GI   | 芝2500m（良） | 16    | 7     | 11    | 48.1（11人）    | 07着 | 2:33.1 | -1.4 | 郷原洋行   | 56        | イナリワン         | 464         |

## 種牡馬成績
以下の内容は、JBISサーチの情報に基づく。
| 種付年度 | 種付頭数 | 生産頭数 | 血統登録頭数 | 出走頭数 | 勝馬頭数 | 重賞勝馬頭数 | AEI  | CPI  |
| -------- | -------- | -------- | ------------ | -------- | -------- | ------------ | ---- | ---- |
| 1990     | 6        | 5        | 5            | 2        | 0        | －           | 0.00 |      |
| 1991     | 4        | 3        | 3            | 1        | 0        | 0            | 0.00 |      |
| 1992     | 4        | 1        | 1            | 0        | －       | －           | －   |      |
| 1993     | 6        | 3        | 3            | 3        | 1        | －           | 0.03 |      |
| 1994     | 3        | 1        | 1            | 1        | 1        | 0            | 1.22 |      |
| 1995     | 2        | 1        | 1            | 1        | 1        | 0            | 0.99 |      |
| 1996     | 4        | 2        | 2            | 2        | 1        | －           | 0.14 |      |
| 合計     | 合計     | 合計     | 16           | 10       | 4        | 0            | 0.27 | 1.15 |

- 出走頭数、勝馬頭数、重賞勝馬頭数、アーニングインデックス、コンパラブルインデックスは、平地競走に限る。

## 血統表
| フレッシュボイスの血統                                 | フレッシュボイスの血統                 | フレッシュボイスの血統 | （血統表の出典）     | （血統表の出典） |
| 父系                                                   | オーエンテューダー系                   | オーエンテューダー系   | オーエンテューダー系 | [ § 2 ]          |
| 父 *フィリップオブスペイン Philip of Spain 1969 黒鹿毛 | 父の父Tudor Melody 1956 黒鹿毛         | Tudor Minstrel         | Owen Tudor           | Owen Tudor       |
| 父 *フィリップオブスペイン Philip of Spain 1969 黒鹿毛 | 父の父Tudor Melody 1956 黒鹿毛         | Tudor Minstrel         | Sansonnet            |                  |
| 父 *フィリップオブスペイン Philip of Spain 1969 黒鹿毛 | 父の父Tudor Melody 1956 黒鹿毛         | Matelda                | Dante                | Dante            |
| 父 *フィリップオブスペイン Philip of Spain 1969 黒鹿毛 | 父の父Tudor Melody 1956 黒鹿毛         | Matelda                | Fairy Hot            |                  |
| 父 *フィリップオブスペイン Philip of Spain 1969 黒鹿毛 | 父の母Lerida 1961 鹿毛                 | *マタドア              | Golden Cloud         | Golden Cloud     |
| 父 *フィリップオブスペイン Philip of Spain 1969 黒鹿毛 | 父の母Lerida 1961 鹿毛                 | *マタドア              | Spanish galantry     |                  |
| 父 *フィリップオブスペイン Philip of Spain 1969 黒鹿毛 | 父の母Lerida 1961 鹿毛                 | Zepherin               | Pylon                | Pylon            |
| 父 *フィリップオブスペイン Philip of Spain 1969 黒鹿毛 | 父の母Lerida 1961 鹿毛                 | Zepherin               | Gulabi               |                  |
| 母 シャトーハード 1973 栗毛                            | 母の父*ダイハード Die Hard 1957 栃栗毛 | Never Say Die          | Nasrullah            | Nasrullah        |
| 母 シャトーハード 1973 栗毛                            | 母の父*ダイハード Die Hard 1957 栃栗毛 | Never Say Die          | Singing Grass        |                  |
| 母 シャトーハード 1973 栗毛                            | 母の父*ダイハード Die Hard 1957 栃栗毛 | Mixed Blessing         | Brumeux              | Brumeux          |
| 母 シャトーハード 1973 栗毛                            | 母の父*ダイハード Die Hard 1957 栃栗毛 | Mixed Blessing         | Pot-Pourri           |                  |
| 母 シャトーハード 1973 栗毛                            | 母の母ヤマサンカツヒメ 1964 栗毛       | タカマガハラ           | クリノハナ           | クリノハナ       |
| 母 シャトーハード 1973 栗毛                            | 母の母ヤマサンカツヒメ 1964 栗毛       | タカマガハラ           | クモゼキ             |                  |
| 母 シャトーハード 1973 栗毛                            | 母の母ヤマサンカツヒメ 1964 栗毛       | セフトニヤ             | *セフト              | *セフト          |
| 母 シャトーハード 1973 栗毛                            | 母の母ヤマサンカツヒメ 1964 栗毛       | セフトニヤ             | 第五デヴォーニア     |                  |
| 母系(F-No.)                                            | (FN:10-d)                              | (FN:10-d)              | (FN:10-d)            | [ § 3 ]          |
| 5代内の近親交配                                        | Nearco5×5                              | Nearco5×5              | Nearco5×5            | [ § 4 ]          |
| 出典                                                   | 1. 2. 3. 4.                            | 1. 2. 3. 4.            | 1. 2. 3. 4.          | 1. 2. 3. 4.      |